# Papietagem

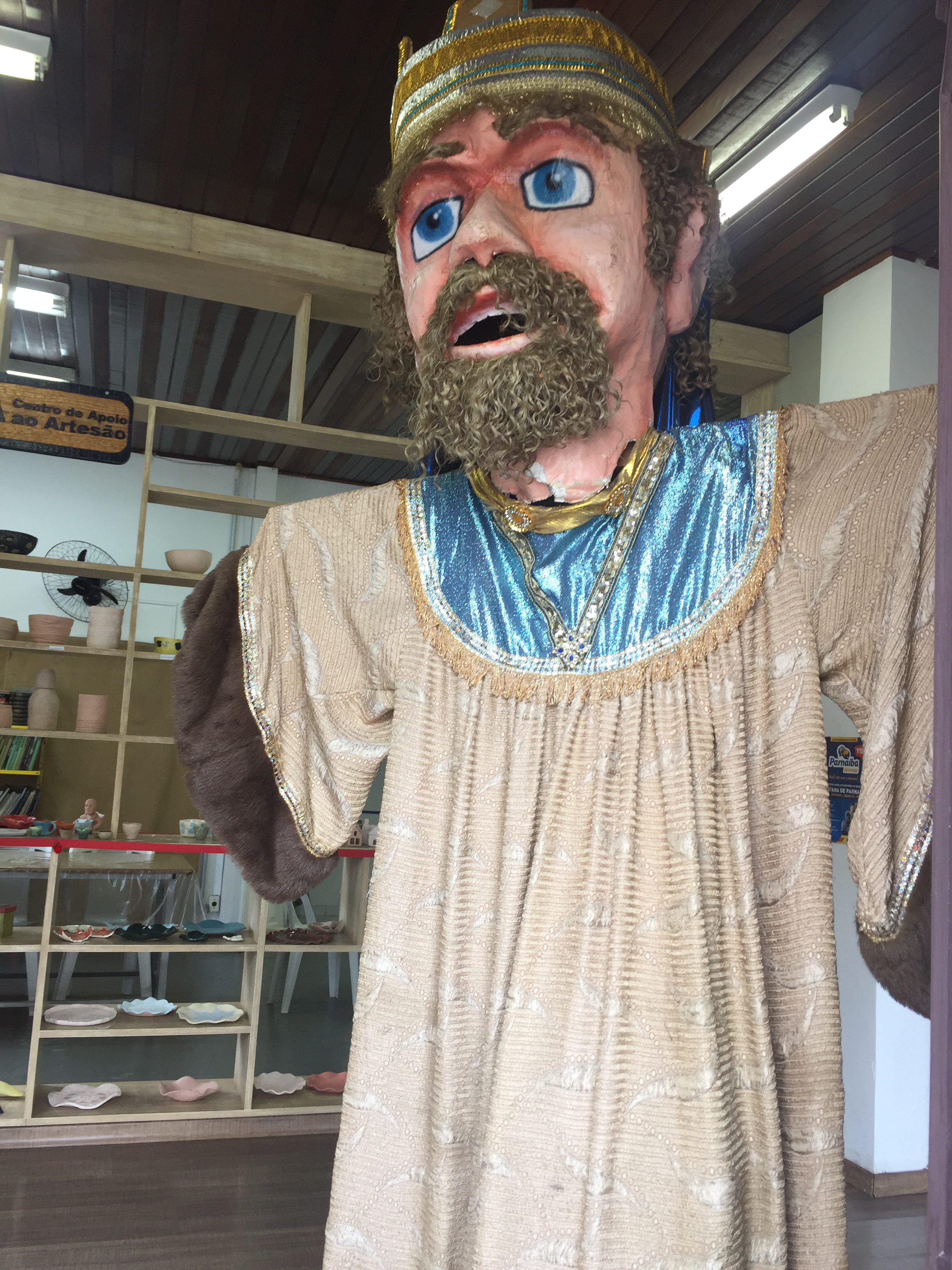
Cabeções criados em Santana de Parnaíba em papietagem.

Papietagem é uma técnica artesanal derivada do papel machê porém mais simples, consistem em usar tiras ou pedaços de papel umedecidos em uma solução de água com cola e então aplicado sobre a estrutura a ser criada.  Durante o século XVI, na França, a papietagem era usada juntamente com o papel machê para fazer cabeças de bonecas, depois ganhou espaço no comércio da Europa, onde era usado em móveis e objetos de arte.